# Тишковка (Речицкий район)
Тишковка (бел. Цішкаўка) — деревня в Короватичском сельсовете Речицкого района Гомельской области Белоруссии.
Неподалёку Тишковкое месторождение нефти.

## География

### Расположение
В 25 км на юго-запад от Речицы, в 75 км от Гомеля и в 11 км от железнодорожной станции Демехи.

### Гидрология
На юге и западе канава Тишковская, на востоке расположена сеть мелиоративных каналов.

## Транспортная система
Рядом расположена автодорога Калинковичи — Гомель.
В деревне 82 жилых дома (2004 год). Планировка состоит из прямолинейной улицы, ориентированной с юго-востока на юго-запад, параллельно ей проходит вторая короткая улица. Застройка двухсторонняя, редкая, деревянная усадебного типа.

## История
По письменным источникам известна с XIX века как селение в Малодушской волости Речицкого уезда Минской губернии. В 1879 году обозначена в Малодушском церковном приходе. Согласно переписи 1897 года в деревне был хлебозапасный магазин.
В 1920—30-х годах на месте деревни находилось две: Старая Тишковка и Новая Тишковка, которые впоследствии объединились в одну. В 1930 году организован колхоз «Пятилетка», работала кузница. 53 жителя погибли на фронтах Великой Отечественной войны. Согласно переписи 1959 года, деревня в составе колхоза «XXI съезд КПСС» (центр — деревня Красная Дуброва).

## Население

### Численность
2004 год — 82 двора, 205 жителей.

### Динамика
- 1897 год — 35 дворов, 204 жителя (согласно переписи).
- 1908 год — 41 двор, 296 жителей.
- 1959 год — 462 жителя (согласно переписи).
- 2004 год — 82 двора, 205 жителей.